# Приемане на григорианския календар
Преминаването от юлианския към григорианския календар
не става едновременно във всички страни.
Новият календар е наложен от папа Григорий XIII през 1582 г. (4 октомври е последван от 15 октомври). Страните под негова власт, Испания, Португалия и Полша го приемат веднага. Други, като Франция, съвсем скоро след тях. Англия и протестантските страни приемат григорианския календар през XVIII век, а източноправославните – чак в началото на XX век.

## Изчисления за приравняване на календарите
Юлианският календар с времето се отдалечава от григорианския, тъй като има повече високосни години. В зависимост от това кога се е случило дадено събитие, отбелязано по „стар стил“ (или юлиански календар), поправката за „нов стил“ е различен брой дни.
Разликите в двата календара са следните:
- За събитията до 4 октомври 1582 г. включително има само един официален календар (юлианския, „стар стил“) и всички дати се запазват, без да се прави поправка.
- Датите от 5 до 14 октомври 1582 г. включително (10 пропуснати дни) не съществуват в григорианския календар (по „нов стил“).
- Датата 29 февруари не съществува в григорианския календар (по „нов стил“) през годините 1700, 1800, 1900 и няма да съществува през 2100 г. (вижте григориански календар).

Годишнините и събитията обикновено се празнуват по „нов стил“, дори и да са били отбелязани по стар стил. Ето необходимите поправки за събития, отбелязани по „стар стил“ в посочените интервали:
- 5 октомври 1582 – 28 февруари 1700: 10 пропуснати дни (добавят се десет дни, например 1 май по стар стил е същият ден като 11 май по нов стил);
- 1 март 1700 – 28 февруари 1800: 11 пропуснати дни (добавят се 11 дни, например 1 май по стар стил е същият ден като 12 май по нов стил);
- 1 март 1800 – 28 февруари 1900: 12 пропуснати дни (добавят се 12 дни, например обесването на Левски, 6 февруари по стар стил е същият ден като 18 февруари по нов стил);
- 1 март 1900 – 28 февруари 2100: 13 пропуснати дни (добавят се 13 дни, например Трифон Зарезан, 1 февруари по стар стил е същият ден като 14 февруари по нов стил).

Недостатъчно доброто познаване на календарите понякога води до грешки. През 1916 г., когато България преминава от стар към нов стил, необходимата поправка е от 13 дни. За събитията, случили се преди 1 март 1900 г. обаче, необходимата поправка е от 12 дни, а понякога грешно се добавят 13.
Например избухването на Априлското въстание, на 20 април 1876 г. по стар стил, днес правилно се празнува на 2 май (12 дни поправка). Рождената дата на Васил Левски (6 юли 1837 г. по стар стил) също се отбелязва правилно като 18 юли по нов стил. За разлика от нея, обесването на Левски, 6 февруари 1873 г. по стар стил традиционно се отбелязва грешно като 19 февруари, всъщност датата отговаря на 18 февруари по нов стил. Понякога не се отчита промяната на годините. Христо Ботев е роден на 25 декември 1847 г. по стар стил. При промяната на датата по нов стил на 6 или (неправилно) 7 януари, често се запазва годината 1847, а всъщност би трябвало да се отбележи 1848 година.
Може да се допълни, че при смяната на календара, когато и да става, не се разместват дните от седмицата, а само датите от месеца, тоест четвъртък 4 октомври 1582 е последван от петък 15 октомври (Испания) и сряда 2 септември 1752 е последван от четвъртък 14 септември (Англия).

## Дати на приемане на григорианския календар
Австрияразличните провинции на различни дати:
- Бриксен, Залцбург и Тирол: 5 октомври 1583 е последван от 16 октомври;
- Каринтия и Щирия: 14 декември 1583 е последван от 25 декември;

вижте също Чехословакия и Унгария.
Албанияпрез декември 1912.
Белгия21 декември 1582 е последван от 1 януари 1583.
България31 март 1916 е последван от 14 април 1916 г.
Българската православна църква преминава към поправения Юлиански календар на 20 декември 1968 г. като прескача 13 дни от църковния календар.
Великобритания
- Англия и колониите ѝ: 2 септември 1752 е последван от 14 септември.
- Уелс (както Англия): 2 септември 1752 е последван от 14 септември.
- Шотландия: шотландското преминаване е доста проблематично, управляващите не желаят да приемат промените едновременно с Англия и преминаването е доста по-рано.

Германияразличните провинции на различни дати:
- Католическите провинции: между 1583 и 1585 г.;
- Прусия: 22 август 1610 е последван от 2 септември;
- Протестантските провинции: 18 февруари 1700 е последван от 1 март (с няколко местни варианта).

Гърция9 март 1924 е последван от 23 март (други източници дават 1916 и 1920).
Дания (с Норвегия)18 февруари 1700 е последван от 1 март.
Египетпрез 1875.
Естонияпрез 1918.
Ирландиякакто Англия.
Испания4 октомври 1582 е последван от 15 октомври.
Италия4 октомври 1582 е последван от 15 октомври
Канадаразличните зони преминават на различни дати:
- Нюфаундленд и Хъдсън бей коуст: 2 септември 1752 е последван от 14 септември (както Англия);
- Континентална Нова Скотия: григориански от 1605 до 13 октомври 1710, после юлиански от 2 октомври 1710 до 2 септември 1752, после григориански от 14 септември 1752;
- останалата част от Канада: григориански от Първия европейски договор.

Китайили през 1912, или през 1929, според това на коя власт е решението.
Латвияпо време на германската окупация между 1915 и 1918;
Литвапрез 1915.
Люксембург14 декември 1582 е последван от 25 декември.
Нидерландия
- провинция Холандия, Зеландия, Брабант, Лимбург: 21 декември 1582 е последван от 1 януари 1583;
- Хронинген: 28 февруари 1583 е последван от 11 март. Връщане на юлианския календар през лятото на 1584, а 31 декември 1700 е последван от 11 януари 1701;
- Хелдерландия: 30 юни 1700 е последван от 12 юли;
- провинция Утрехт и Оверайсел: 30 ноември 1700 е последван от 12 декември;
- Фризия и Дренте: 31 декември 1700 е последван от 11 януари 1701.

Норвегиявижте Дания.
Полша4 октомври 1582 е последван от 15 октомври.
Португалия4 октомври 1582 е последван от 15 октомври.
Румъния31 март 1919 е последван от 14 април.
Русия31 януари 1918 е последван от 14 февруари (В далечните източни провинции промяната е през 1920).
САЩразличните зони преминават по различно време:
- източния бряг, Вашингтон, Орегон: заедно с Англия през 1752;
- долината на Мисисипи: заедно с Франция през 1582;
- Тексас, Флорида, Калифорния, Невада, Аризона, Ню Мексико: заедно с Испания през 1582;
- Аляска: 5 октомври 1867 е последван от 18 октомври, когато става част от САЩ.

Турцияпреминаване от ислямския календар: 1 януари 1927.
Унгария21 октомври 1587 е последван от 1 ноември.
Финландиячаст от Швеция;
Частта от Финландия в границите на Русия продължава да използва юлианския календар.
Франция9 декември 1582 е последван от 20 декември;
- Елзас: 5 февруари 1682 е последван от 16 февруари;
- Лотарингия: 16 февруари 1760 е последван от 28 февруари;
- Страсбург: през февруари 1682.

бивша Чехословакия (сега Чехия и Словакия)6 януари 1584 е последван от 17 януари.
Швейцарияспоред районите:
- Католическите кантони: през 1583, 1584 или 1597;
- Протестантските кантони: 31 декември 1700 е последван от 11 януари 1701 (с много местни вариации).

Швеция (включваща Финландия)17 февруари 1753 е последван от 1 март (Швеция използва специален вариант на юлианския календар между 1700 и 1711).
бивша Югославия (сега Босна и Херцеговина, Северна Македония, Словения, Сърбия, Хърватия, Черна гора)през 1919.
ЯпонияГригорианският календар е въведен като допълнение към традиционния календар на 1 януари 1873.